# Городнянский льнозавод
Городнянский льнозавод — промышленное предприятие в городе Городня Городнянского района Черниговской области Украины.

## История

### 1933 — 1991
Льнообрабатывающий завод на окраине посёлка городского типа Городня был построен и введён в эксплуатацию в 1933 году в соответствии с первым пятилетним планом развития народного хозяйства СССР.
19 января 1936 года на льнозаводе были проведены стахановские сутки, в ходе которых первая смена рабочих выполнила производственный план на 142 %.
В ходе индустриализации 1930х годов завод был реконструирован с увеличением производственных мощностей, в результате в 1935 — 1937 годы объём производства был увеличен почти в три раза, а к 1941-му году он являлся одним из крупнейших предприятий райцентра.
В ходе Великой Отечественной войны, 28 августа 1941 года Городня была оккупирована наступавшими немецкими войсками, 24 сентября 1943 года два полка 149-й стрелковой дивизии РККА совместно с партизанами освободили райцентр, но все промышленные предприятия посёлка (в том числе, льнозавод) были разрушены отступавшими немецкими войсками.
В соответствии с четвёртым пятилетним планом восстановления и развития народного хозяйства СССР в 1945 году льнозавод был восстановлен и возобновил работу.
В 1961 — 1962 гг. все промышленные предприятия Городни (в том числе, льнозавод) подключили к единой электросети, в 1964 году был построен новый производственный корпус, где были установлены две поточные линии по производству короткого и длинного льноволокна. В результате, мощность завода превысила 3 тыс. тонн льноволокна в год (что в 14 раз превысило довоенные показатели).
За восьмую пятилетку (1966 — 1970 гг.) льнозавод увеличил объёмы производства в 2,1 раза.
В целом, в советское время льнозавод входил в число крупнейших предприятий города.
Отходы производства использовались для изготовления топливных брикетов.

### После 1991 года
После провозглашения независимости Украины завод перешёл в ведение министерства сельского хозяйства и продовольствия Украины.
В мае 1995 года Кабинет министров Украины утвердил решение о приватизации льнозавода, в дальнейшем государственное предприятие было преобразовано в открытое акционерное общество.
Начавшийся в 2008 году экономический кризис осложнил положение предприятия. В 2009 году была продана последняя партия льноволокна в Литву, после чего завод прекратил производственную деятельность, началась распродажа имущества и техники. На протяжении трёх лет завод не работал. 30 сентября 2011 завод выкупила за 533 тыс. гривен харьковская фирма ООО «Правові ініціативи».
По состоянию на начало марта 2013 года, Городнянский льнозавод являлся старейшим из трёх действующих льнозаводов на территории Украины. Поскольку спрос на длинное льноволокно в стране отсутствовал (так как изготавливавшие льняную ткань Житомирский и Ровенский льнокомбинаты прекратили работу), предприятие изготавливало только короткое льноволокно, единственным покупателем которого являлся Харьковский канатный завод (льноволокно использовалось для изготовления морских канатов, упаковочного шпагата и сальников).